# وزارة المالية (باشكورستان)
وزارة مالية جمهورية باشكورستان (بالبشكيريَّة: Башҡортостан Республикаһының Финанс министрлығы)، هي إحدى دوائر مجلس الوزراء لحكومة جمهورية باشكورستان الرُّوسيَّة. وزيرة المالية الحالية هي تاجيروفنا سوبخانكولوفا، وذلك اعتبارًا من عام 2016.

## روابط خارجية
- الموقع الرسمي لوزارة المالية الباشكورستانية باللغة الروسية